# مسائل اجتماعی در ارمنستان
مشکلات اجتماعی در ارمنستان متعدد و شامل فقر، نرخ بالای بیکاری، و خدمات عمومی ناکارآمد هست. 

## پیش‌زمینه
پس از جدایی از اتحاد جماهیر شوروی در سال ۱۹۹۱،  جمعیت زیادی از مردم ارمنستان فاقد شغل و درآمد شدند. اقتصاد دستوری کشور عمدتا مبنی بر صنعت و تجارت بود. با استقلال ارمنستان، جامعه به طور ناگهانی مجبور شد که اقتصاد کشور را در جهت لیبرالیسم بازسازی کند؛ با وجود اینکه برخی از شهروندان که منبع درآمد خود را از دست داده بودند، تصمیم گرفتند که به کشاورزی بپردازند.
در بین سالهای ۲۰۱۲ و ۲۰۱۸، تولید ناخالص داخلی ارمنستان  ۴۰/۷ درصد رشد کرد. پیش‌بینی شد که تا سال ۲۰۲۲ تولید ناخالص داخلی ۴/۳ درصد افزایش یابد.
پس از انقلاب ارمنستان در سال ۲۰۱۸، دولت رفع فساد و تقویت اقتصاد را در اولویت قرار داد. دولت علیه فساد برخی از مقامات عالی رتبهٔ حکومت قبلی و خویشاوندانش، اعضای پارلمان، و رئیس جمهور‌های سابق، و برخی از اعضای قوهٔ قضاییه،  پرونده‌های متعدد قضایی به راه انداخت.

## فقر در ارمنستان
براساس آمار بانک جهانی، به دنبال بحران جهانی اقتصادی، در بین سا‌ل‌های ۲۰۰۸ و ۲۰۰۹، درصد فقر در ارمنستان به سرعت افزایش یافت. اگرچه از سال ۲۰۱۰ فقر پیوسته در حال کاهش هست. در این سال درصد فقر ۳۵/۸، و در سال ۲۰۱۸ به درصد  ۲۳/۵ رسید؛ که پایین‌ترین میزان از سال ۲۰۰۴ بود.
تحت تاثیر دنیا‌گیری کووید-۱۹  و جنگ دوم قره‌باغ، ۲۶/۴ درصد مردم ارمنستان زیر خط فقر کشور زندگی می‌کردند.  مناطق روستایی به طور خاص در معرض فقر هستند. فقیر‌ترین شهروندان ارمنستان در مناطق مرزی، مناطق کوهستانی و نقاط زلزله‌خیز زندگی می‌کنند. استان شیراک در شمال شرقی، استان لوری در شمال، و استان کوتایک در مرکز، در زمرهٔ فقیرترین استان‌های ارمنستان قرار دارد.

### فقر کودکان
طبق آمار یونیسف، علی‌رغم کاهش کلی فقر در ارمنستان، تقریبا از هر سه کودک، یک نفر فقیر هست. اگرچه برنامه کمک به خانواده‌های فقیر (FB) ۱۳/۶ درصد جمعیت را در سال ۲۰۱۶ به طور ثابت پوشش می‌داد، ولی هدف‌گذاری این برنامه باید بهبود بیابد تا به محروم‌ترین افراد نیز کمک شود.
از سال ۲۰۱۰، با حمایت یونیسف و بانک جهانی، ارمنستان به اصلاح خدمات عمومی تلفیق‌شده پرداخته هست؛ که شامل سامان‌بخشی بیماران، برنامه‌ریزی اجتماعی، و ایجاد هماهنگی میان ارائه‌کنندگان خدمات عمومی هست.
علاوه‌ بر این، ارمنستان سوء استفاده جنسی از کودکان را ممنوع و برای متخلفان هفت تا ۱۵ سال مجازات زندان تعیین کرد. در ارمنستان، حداقل سن رابطه جنسی خودخواسته ۱۶ سال هست. در ۱۸ ژوئن ۲۰۲۰، دولت جهت شناسایی و حمایت از قربانیان کودک، سازوکارهای حمایتی تعیین کرد.

## حقوق معلولان
در سال ۲۰۲۱، دولت متعهد شد که به بستری کردن کودکان معلول پایان دهد. در آوریل ۲۰۲۱ دولت با برنامهٔ جامع و عملی جهت تحقق حق رشد و زندگی مناسب کودکان در محیط خانواده موافقت کرد. طبق این برنامه، کودکان معلول از شبکه‌ای از خدمات بهداشتی برخوردار می‌شوند. ارمنستان همچنین تصمیم دارد که تا سال ۲۰۲۵، متعهد شود که محیط آموزشی در مدارس عمومی، فراگیر شود، و کودکان معلول در کنار دیگر کودکان به تحصیل بپردازند.
اگرچه هنوز برای حقوق معلولان قانونی تصویب نشده که جایگزین قانون ۱۹۹۳ شود و اصلاحات قابل توجهی داشته باشد.

## حقوقدگرباشان
طبق دیده‌بان حقوق بشری، افراد همجنسگرا و ترنسجندر در ارمنستان، هنوز با تبعیض، آزار و اذیت و خشونت مواجه هستند.
در ژانویه ۲۰۲۱، طبق گزارش جلسه شورای حقوق بشر سازمان ملل متحد در ارمنستان، به این کشور پیشنهاد‌های متعددی داده شد تا کنوانسیون استانبول را بدون تاخیر بیشتر تصویب کند. طبق این کنوانسیون، قوانین ضد تبعیض تقویت می‌شوند؛ و تمام انواع سوء رفتار و آزار و اذیت‌ جرم شناخته می‌شود.

## مسائل زیست‌محیطی
طبق عفو بین‌الملل، در ارمنستان معدن‌کاری مشکلات قابل‌توجهی را علیه حفاظت از محیط‌زیست ایجاد کرده هست.
از اوایل دهه ۱۹۹۰، جنگل‌زدایی به طور خاص شدید بود. با اینحال عواملی مانند «پروژه درخت‌کاری ارمنستان»، در زمینه بازجنگل‌کاری تلاش‌های قابل توجهی کرده، و در سراسر کشور بیش از ۶/۵ میلیون درخت کاشته هست.

## مسائل دیگر
طبق گزارش وزرات امور خارجه ایالات متحده، مقامات ارمنستان غالبا به قانون اساسی و حقوق شهروندان احترام می‌گذارند. حق آزادی اجتماع، دادرسی عادلانه، آزادی مذهب، آزادی حرکت، آزادی اینترنت، آزادی بیان، و نبود زندانی سیاسی، از جمله این حقوق هست.

### پناهندگان
همچنین این گزارش نشان می‌دهد که مقامات ارمنستان برای حفاظت از حقوق پناهندگان و پناهجویان، و جلوگیری از خشونت علیه آنها، با شورای حقوق بشر سازمان ملل متحد همکاری می‌کنند. در ۱۰ اوت ۲۰۲۰، تعداد افراد بدون تابعیت در ارمنستان ۹۷۶ نفر بودند. طبق قانون این کشور، تابعیت ارمنی به فرزندان بی تابعیت داده می‌شود.

### انتخابات
در سال ۲۰۱۸، سازمان امنیت و همکاری اروپا ارزیابی کرد که انتخابات در ارمنستان به طور کلی آزادانه و عادلانه برقرار می‌شود. طبق این گزارش، کارزار‌های انتخاباتی معمولا موقعیت برابر برای تمامی شرکت‌کنندگان فراهم می‌کند. همچنین این گزارش اشاره می‌کند که قانون ارمنستان ثبت یا فعالیت احزاب سیاسی را محدود نمی‌کند.

### خشونت خانگی
در ارمنستان خشونت خانگی تحت قوانین عمومی مقابله با خشونت پیگیری می‌شود؛ و مجازات آن بستگی به نوع خشونت دارد. تجاوز یک جرم کیفری هست و حداکثر ۱۵ سال محکومیت زندان را به دنبال دارد. 
در نتیجه محدودیت‌های دنیا‌گیری کووید-۱۹، خشونت خانگی علیه زنان گسترش و تشدید یافت؛ طبق نظر برخی از مقامات، نبود تعریف مشخصی از خشونت خانگی در قانون کیفری ارمنستان، مانع از مبارزه علیه این نوع خشونت شده هست.

### تبعیض
در ارمنستان، مرد و زن موقعیت قانونی برابری با یکدیگر دارند. با اینحال مشکل تبعیض جنسیتی هنوز در جامعه ارمنستان، چه در زندگی شخصی و چه در زندگی اجتماعی افراد وجود دارد.
گزارش‌هایی درباره تبعیض علیه زنان در موقعیت‌های شغلی، استخدامی و دستمزد وجود دارد. زنان در تمام سطوح حکومتی و تمامی مشاغل، در سطح رهبری هنوز حضور کمتری دارند.

### تن‌فروشی
طبق بند ۱۷۹.۱ در قانون اساسی ارمنستان، تن‌فروشی غیرقانونی هست؛ و فعالیت‌های مرتبط با آن مانند دایر کردن روسپی‌خانه یا قوادی، توسط قانون کیفری پیگری می‌شوند. بااینحال گفته می شود که در ایروان و گیومری تعدادی روسپی‌خانه برقرار هست.

## همکاری‌های بین‌المللی

### نتایج همکاری بابانک توسعه آسیایی
همکاری میان بانک توسعه آسیایی و ارمنستان تاثیرات مثبتی بر اقتصاد این کشور گذاشته هست؛ به عنوان نمونه، فناوری‌ و نوآوری‌های ارمنستان مدرن‌سازی شده‌اند. این همکاری باعث ایجاد محیط بهتری تجاری برای سرمایه گذاران بومی و خارجی شده هست؛ و منجر به افزایش سرمایه گذاری در بخش خصوصی، و رشد کلی اقتصاد شده هست. 
طبق آمار بانک توسعه آسیایی، در سال ۲۰۲۰ نرخ بیکاری در ارمنستان ۲/۲۰ درصد افزایش یافته هست و میزان شاغلین با نرخ برابری قدرت خرید ۱/۹ دلار در روز، ۰/۳ درصد هست.

### نتایج همکاری بااتحادیه اروپا
اتحادیه اروپا بزرگترین تامین کننده مالی ارمنستان هست و در اصلاح این کشور همکاری کلیدی دارد. 
میزان کمک مالی که به ارمنستان تخصیص داده می‌شود، به میزان تعهدات این کشور به انجام اصلاحات بستگی دارد. در ژوئیه ۲۰۲۱، کمیسر همسایگان و توسعه اتحادیه اروپا، اولیور ورهلی، اعلام کرد که حدودا ۱/۳ میلیارد دلار به ارمنستان کمک مالی می‌شود؛ که ۶۲ درصد از مبلغ مقرر قبلی بیشتر بود.
توافقنامه جامع و بهینه میان ارمنستان و اتحادیه اروپا در یکم مارس ۲۰۲۱ به مرحله اجرا درآمد. طبق این توافقنامه روابط دوجانبه ارمنستان و اتحادیه اروپا تقویت می‌شود و در نتیجه این همکاری، دموکراسی، حفاظت از حقوق بشر، عدالت، مبارزه با فساد و حفاظت از محیط زیست در ارمنستان توسعه می‌یابد.